# Mitropapokal um den Preis der Königinmutter Maria von Jugoslawien
Der Mitropapokal um den Preis der Königinmutter Maria von Jugoslawien, 1938 bis 1940 kurz Königin-Maria-Pokal, 1941 und 1942 nur  Mitropapokal genannt, war ein Damen-Tenniswettbewerb für Ländermannschaften, der von 1938 bis 1942 ausgetragen wurde, bis 1941 im K.o.-System, 1942 im Ligasystem in einfacher Runde. Gespielt wurde im Davis-Cup-Format mit vier Einzeln und einem Doppel. Benannt war der Wettbewerb nach Maria von Rumänien.
Als Teilnehmer standen zunächst, wie schon beim Tennis-Mitropapokal der Herren 1937/1938, die sechs Länder Italien, Jugoslawien, Österreich, Polen, die Tschechoslowakei und Ungarn bereit. Der Wettbewerb wurde überschattet von den politischen und militärischen Ereignissen im Vorfeld und im Verlauf des Zweiten Weltkriegs und von den anti-jüdischen Gesetzen und Maßnahmen. Österreich konnte wegen des Anschlusses an das Deutsche Reich im März 1938 nicht teilnehmen. Für 1939 meldete die Tschechoslowakei nicht mehr, für Polen kam kein Spiel mehr zustande. Seit 1940 nahm anstelle von Österreich das Deutsche Reich teil, nachdem 1939 dafür ein Spiel (gegen Polen) noch nicht zustande gekommen war. 1941 kam für Jugoslawien nach dessen militärischer Zerschlagung Anfang April kein Spiel mehr zustande. Nach der Flucht der jugoslawischen Königsfamilie nach London entfiel die Benennung des Wettbewerbes nach der Königinmutter Maria. 1942 nahm auch das stattdessen gemeldete Kroatien nicht teil, sodass an den Wettbewerben von 1941 und 1942 nur noch die drei Länder Deutsches Reich, Italien und Ungarn beteiligt waren. Die beste ungarische Spielerin Zsuzsa Körmöczy durfte beim Finale 1940 in Berlin und im Weiteren nicht mehr mitspielen.
Sieger waren 1938 und 1940 Ungarn, 1941 das Deutsche Reich und 1942 Italien. 1939 gab es formal keinen Sieger, es wird aber Jugoslawien als solcher angesehen.

## 1938

### Turnierplan
|  | Vorrunde | Vorrunde         | Vorrunde |                  |   | Halbfinale | Halbfinale | Halbfinale |  |  | Finale | Finale | Finale |
|  |          |                  |          |                  |   |            |            |            |  |  |        |        |        |
|  |          |                  |          |                  |   |            |            |            |  |  |        |        |        |
|  |          |                  |          |                  |   |            |            |            |  |  |        |        |        |
|  |          | Polen            | 4        |                  |   |            |            |            |  |  |        |        |        |
|  |          |                  |          |                  |   |            |            |            |  |  |        |        |        |
|  |          |                  |          | Tschechoslowakei | 1 |            |            |            |  |  |        |        |        |
|  |          | Tschechoslowakei | w.o.(?)  | Tschechoslowakei | 1 |            |            |            |  |  |        |        |        |
|  |          |                  |          |                  |   |            |            |            |  |  |        |        |        |
|  |          | Jugoslawien      |          |                  |   |            |            |            |  |  |        |        |        |
|  |          |                  |          |                  |   |            | Polen      | 2          |  |  |        |        |        |
|  |          |                  | Ungarn   | 3                |   |            |            |            |  |  |        |        |        |
|  |          |                  |          |                  |   |            |            |            |  |  |        |        |        |
|  |          |                  |          |                  |   |            |            |            |  |  |        |        |        |
|  |          | Ungarn           | 4        |                  |   |            |            |            |  |  |        |        |        |
|  |          |                  |          |                  |   |            |            |            |  |  |        |        |        |
|  |          |                  |          | Italien          | 1 |            |            |            |  |  |        |        |        |
|  |          | Italien          | w.o.     | Italien          | 1 |            |            |            |  |  |        |        |        |
|  |          |                  |          |                  |   |            |            |            |  |  |        |        |        |
|  |          | Österreich       |          |                  |   |            |            |            |  |  |        |        |        |

### Ergebnisse
| 24.–26. Juni 1938 (1. Halbfinale) Budapest, „Centre Court“ auf der Margareteninsel Ungarn – Italien 4:1 | 24.–26. Juni 1938 (1. Halbfinale) Budapest, „Centre Court“ auf der Margareteninsel Ungarn – Italien 4:1 | 24.–26. Juni 1938 (1. Halbfinale) Budapest, „Centre Court“ auf der Margareteninsel Ungarn – Italien 4:1 | 24.–26. Juni 1938 (1. Halbfinale) Budapest, „Centre Court“ auf der Margareteninsel Ungarn – Italien 4:1 |
| --- | --- | --- | --- |
| 24.6.                                                                                                   | Klára Somogyi                                                                                           | Vittoria Tonolli                                                                                        | 1:6, 6:4, 7:5                                                                                           |
| 24.6.                                                                                                   | Zsuzsa Körmöczy                                                                                         | Wally San Donnino                                                                                       | 8:6, 7:5                                                                                                |
| 25.6.                                                                                                   | Lászlóné Schreder Zoltánné Źsitvay                                                                      | Wally San Donnino Vittoria Tonolli                                                                      | 2:6, 1:6                                                                                                |
| 26.6.                                                                                                   | Zsuzsa Körmöczy                                                                                         | Vittoria Tonolli                                                                                        | 6:3, 6:2                                                                                                |
| 26.6.                                                                                                   | Klára Somogyi                                                                                           | Wally San Donnino                                                                                       | 6:2, 6:4                                                                                                |
| 29.–31. Juli 1938 (2. Halbfinale) Warschau, WKS Legia Warschau Polen – Tschechoslowakei 4:1             | | | |
| 29.7.                                                                                                   | Helena Łuniewska                                                                                        | Grete Deutsch                                                                                           | 6:3, 6:2                                                                                                |
| 29.7.                                                                                                   | Jadwiga Jędrzejowska                                                                                    | Mini Müller-Hein                                                                                        | 6:1, 6:3                                                                                                |
| 30.7.                                                                                                   | Jadwiga Jędrzejowska Zofia Jędrzejowska                                                                 | Mini Müller-Hein L. Sobotková                                                                           | 2:6, 6:3, 6:4                                                                                           |
| 31.7.                                                                                                   | Helena Łuniewska                                                                                        | Mini Müller-Hein                                                                                        | 1:6, 1:6                                                                                                |
| 31.7.                                                                                                   | Jadwiga Jędrzejowska                                                                                    | Grete Deutsch                                                                                           | 6:2, 6:0                                                                                                |
| 14.–16. Oktober 1938 (Finale) Warschau, WKS Legia Warschau Polen – Ungarn 2:3                           | | | |
| 14.10.                                                                                                  | Gertrud Volkmer-Jacobsen                                                                                | Zsuzsa Körmöczy                                                                                         | 2:6, 4:6                                                                                                |
| 14.10.                                                                                                  | Jadwiga Jędrzejowska                                                                                    | Józsefné Paksy                                                                                          | 6:2, 6:1                                                                                                |
| 15.10.                                                                                                  | Jadwiga Jędrzejowska Gertrud Volkmer-Jacobsen                                                           | Zsuzsa Körmöczy Józsefné Paksy                                                                          | 1:6, 6:4, 2:6                                                                                           |
| 16.10.                                                                                                  | Gertrud Volkmer-Jacobsen                                                                                | Józsefné Paksy                                                                                          | 2:6, 4:6                                                                                                |
| 16.10.                                                                                                  | Jadwiga Jędrzejowska                                                                                    | Zsuzsa Körmöczy                                                                                         | 6:4, 3:6, 6:0                                                                                           |

## 1939

### Turnierplan
|  | Vorrunde | Vorrunde    | Vorrunde |                 |   | Halbfinale | Halbfinale  | Halbfinale |  |  | Finale | Finale | Finale |
|  |          |             |          |                 |   |            |             |            |  |  |        |        |        |
|  |          | Jugoslawien | 4        |                 |   |            |             |            |  |  |        |        |        |
|  |          | Italien     | 1        |                 |   |            |             |            |  |  |        |        |        |
|  |          | Italien     | 1        | Jugoslawien     | 3 |            |             |            |  |  |        |        |        |
|  |          |             |          | Jugoslawien     | 3 |            |             |            |  |  |        |        |        |
|  |          |             |          | Ungarn          | 2 |            |             |            |  |  |        |        |        |
|  |          |             |          | Ungarn          | 2 |            |             |            |  |  |        |        |        |
|  |          |             |          |                 |   |            |             |            |  |  |        |        |        |
|  |          |             |          |                 |   |            |             |            |  |  |        |        |        |
|  |          |             |          |                 |   |            | Jugoslawien | k.Sp.      |  |  |        |        |        |
|  |          |             |          |                 |   |            |             |            |  |  |        |        |        |
|  |          |             |          |                 |   |            |             |            |  |  |        |        |        |
|  |          |             |          |                 |   |            |             |            |  |  |        |        |        |
|  |          | Polen       | k.Sp.    |                 |   |            |             |            |  |  |        |        |        |
|  |          |             |          |                 |   |            |             |            |  |  |        |        |        |
|  |          |             |          | Deutsches Reich |   |            |             |            |  |  |        |        |        |
|  |          |             |          |                 |   |            |             |            |  |  |        |        |        |
|  |          |             |          |                 |   |            |             |            |  |  |        |        |        |
|  |          |             |          |                 |   |            |             |            |  |  |        |        |        |

### Ergebnisse
| 3.–5. Juni 1939 (Vorrunde) Belgrad, „Beogradski Tenis Klub“ Jugoslawien – Italien 4:1 | 3.–5. Juni 1939 (Vorrunde) Belgrad, „Beogradski Tenis Klub“ Jugoslawien – Italien 4:1 | 3.–5. Juni 1939 (Vorrunde) Belgrad, „Beogradski Tenis Klub“ Jugoslawien – Italien 4:1 | 3.–5. Juni 1939 (Vorrunde) Belgrad, „Beogradski Tenis Klub“ Jugoslawien – Italien 4:1 |
| ------------------------------------------------------------------------------------- | ------------------------------------------------------------------------------------- | ------------------------------------------------------------------------------------- | ------------------------------------------------------------------------------------- |
| 3.6.                                                                                  | Hella Kovač                                                                           | Wally San Donnino                                                                     | 6:3, 6:2                                                                              |
| 3.6.                                                                                  | Alice Florian                                                                         | Vittoria Tonolli                                                                      | 6:4, 6:3                                                                              |
| 4.6.                                                                                  | Alice Florian Hella Kovač                                                             | Wally San Donnino Vittoria Tonolli                                                    | 7:5, 5:7, 4:6                                                                         |
| 5.6.                                                                                  | Hella Kovač                                                                           | Vittoria Tonolli                                                                      | 6:2, 6:3                                                                              |
| 5.6.                                                                                  | Alice Florian                                                                         | Wally San Donnino                                                                     | 6:3, 8:6                                                                              |
| 1.–3. September 1939 (1. Halbfinale) Zagreb Jugoslawien – Ungarn 3:2                  |                                                                                       |                                                                                       |                                                                                       |
| 1.9.                                                                                  | Hella Kovač                                                                           | Klára Somogyi                                                                         | 6:4, 7:5                                                                              |
| 1.9.                                                                                  | Alice Florian                                                                         | Zsuzsa Körmöczy                                                                       | 3:6, 6:3, 6:3                                                                         |
| 2.9.                                                                                  | Alice Florian Hella Kovač                                                             | Zsuzsa Körmöczy Klára Somogyi                                                         | 6:3, 3:6, 6:4                                                                         |
| 3.9.                                                                                  | Hella Kovač                                                                           | Zsuzsa Körmöczy                                                                       | 2:6, 3:6                                                                              |
| 3.9.                                                                                  | Elsa Sernez                                                                           | Klára Somogyi                                                                         | 0:6, 0:6                                                                              |

## 1940

### Turnierplan
|  | Halbfinale      | Halbfinale |                 |        | Finale | Finale |
|  |                 |            |                 |        |        |        |
|  |                 |            |                 |        |        |        |
|  | Italien         | 1          |                 |        |        |        |
|  | Deutsches Reich | 4          |                 |        |        |        |
|  |                 |            | Deutsches Reich | 2      |        |        |
|  |                 |            |                 | Ungarn | 3      |        |
|  | Ungarn          | 3          |                 |        |        |        |
|  | Jugoslawien     | 2          |                 |        |        |        |
|  |                 |            |                 |        |        |        |

### Ergebnisse
| 2.–4. August 1940 (1. Halbfinale) Rimini, „Circolo Tennis Rimini“ Italien – Deutsches Reich 1:4                  | 2.–4. August 1940 (1. Halbfinale) Rimini, „Circolo Tennis Rimini“ Italien – Deutsches Reich 1:4 | 2.–4. August 1940 (1. Halbfinale) Rimini, „Circolo Tennis Rimini“ Italien – Deutsches Reich 1:4 | 2.–4. August 1940 (1. Halbfinale) Rimini, „Circolo Tennis Rimini“ Italien – Deutsches Reich 1:4 |
| --- | ----------------------------------------------------------------------------------------------- | ----------------------------------------------------------------------------------------------- | ----------------------------------------------------------------------------------------------- |
| 2.8. | Elsa Gaviraghi                                                                                  | Peppi Käppel                                                                                    | 4:6, 6:1, 3:6                                                                                   |
| 2.8. | Ucci Manzutto                                                                                   | Annelies Ullstein                                                                               | 3:6, 6:3, 0:6                                                                                   |
| 3.8. | Wally San Donnino Vittoria Tonolli                                                              | Peppi Käppel Gertrud Rosenthal                                                                  | 4:6, 6:3, 6:3                                                                                   |
| 4.8. | Elsa Gaviraghi                                                                                  | Annelies Ullstein                                                                               | 6:4, 2:6, 1:6                                                                                   |
| 4.8. | Ucci Manzutto                                                                                   | Peppi Käppel                                                                                    | 4:6, 2:6                                                                                        |
| 27.–30. September 1940 (2. Halbfinale) Budapest, „Centre Court“ auf der Margareteninsel Ungarn – Jugoslawien 3:2 |                                                                                                 |                                                                                                 |                                                                                                 |
| 27.9. | Klára Somogyi                                                                                   | Hella Kovač                                                                                     | 3:6, 1:6                                                                                        |
| 27.9. | Zsuzsa Körmöczy                                                                                 | Alice Florian                                                                                   | 6:3, 6:1                                                                                        |
| 28.9. | Ilonka Jusits Zsuzsa Körmöczy                                                                   | Alice Florian Hella Kovač                                                                       | 6:1, 6:2                                                                                        |
| 29.9. | Klára Somogyi                                                                                   | Alice Florian                                                                                   | 3:6, 2:6                                                                                        |
| 30.9. | Zsuzsa Körmöczy                                                                                 | Hella Kovač                                                                                     | 6:4, 6:3                                                                                        |
| 4.–6. Oktober 1940 (Finale) Berlin, TC Blau-Weiss Berlin Deutsches Reich – Ungarn 2:3                            |                                                                                                 |                                                                                                 |                                                                                                 |
| 4.10. | Annelies Ullstein                                                                               | Klára Somogyi                                                                                   | 4:6, 3:6                                                                                        |
| 4.10. | Peppi Käppel                                                                                    | Ilonka Jusits                                                                                   | 2:6, 6:4, 6:3                                                                                   |
| 5.10. | Peppi Käppel Ulla Rosenow                                                                       | Ilonka Jusits Edit Szilvássy                                                                    | 11:13, 4:6                                                                                      |
| 6.10. | Annelies Ullstein                                                                               | Ilonka Jusits                                                                                   | 6:4, 2:6, 3:6                                                                                   |
| 6.10. | Peppi Käppel                                                                                    | Klára Somogyi                                                                                   | 7:5, 6:4                                                                                        |

## 1941

### Turnierplan
|  | Halbfinale      | Halbfinale |                 |         | Finale | Finale |
|  |                 |            |                 |         |        |        |
|  |                 |            |                 |         |        |        |
|  | Jugoslawien     |            |                 |         |        |        |
|  | Deutsches Reich | w.o.       |                 |         |        |        |
|  |                 |            | Deutsches Reich | 3       |        |        |
|  |                 |            |                 | Italien | 2      |        |
|  | Italien         | 5          |                 |         |        |        |
|  | Ungarn          | 0          |                 |         |        |        |
|  |                 |            |                 |         |        |        |

### Ergebnisse
| 31. Mai–2. Juni 1941 (2. Halbfinale) Mailand, „Tennis Club Milano“ Italien – Ungarn 5:0 | 31. Mai–2. Juni 1941 (2. Halbfinale) Mailand, „Tennis Club Milano“ Italien – Ungarn 5:0 | 31. Mai–2. Juni 1941 (2. Halbfinale) Mailand, „Tennis Club Milano“ Italien – Ungarn 5:0 | 31. Mai–2. Juni 1941 (2. Halbfinale) Mailand, „Tennis Club Milano“ Italien – Ungarn 5:0 |
| --------------------------------------------------------------------------------------- | --------------------------------------------------------------------------------------- | --------------------------------------------------------------------------------------- | --------------------------------------------------------------------------------------- |
| 31.5.                                                                                   | Wally San Donnino                                                                       | Klára Somogyi                                                                           | 7:5, 5:7, 6:0                                                                           |
| 31.5.                                                                                   | Vittoria Tonolli                                                                        | Ilonka Jusits                                                                           | 6:2, 6:2                                                                                |
| 1.6.                                                                                    | Wally San Donnino Vittoria Tonolli                                                      | Ilonka Jusits Edit Szilvássy                                                            | 8:6, 6:0                                                                                |
| 2.6.                                                                                    | Wally San Donnino                                                                       | Ilonka Jusits                                                                           | 6:4, 6:3                                                                                |
| 2.6.                                                                                    | Vittoria Tonolli                                                                        | Klára Somogyi                                                                           | 7:5, 6:1                                                                                |
| 17.–19. Oktober 1941 (Finale) Wiesbaden Deutsches Reich – Italien 3:2                   |                                                                                         |                                                                                         |                                                                                         |
| 17.10.                                                                                  | Peppi Käppel                                                                            | Wally San Donnino                                                                       | 6:2, 6:1                                                                                |
| 17.10.                                                                                  | Ulla Rosenow                                                                            | Vittoria Tonolli                                                                        | 6:3, 6:4                                                                                |
| 18.10.                                                                                  | Annemarie Buss Ruth Thiemen                                                             | Wally San Donnino Vittoria Tonolli                                                      | 3:6, 6:4, 8:10                                                                          |
| 19.10.                                                                                  | Ulla Rosenow                                                                            | Wally San Donnino                                                                       | 1:6, 5:7                                                                                |
| 19.10.                                                                                  | Peppi Käppel                                                                            | Vittoria Tonolli                                                                        | 6:2, 6:2                                                                                |

## 1942

### Abschlusstabelle
| Rang | Land            | Sp. | S | N | Matches | Punkte |
| ---- | --------------- | --- | - | - | ------- | ------ |
| 1    | Italien         | 2   | 2 | 0 | 7:3     | 4:0    |
| 2    | Ungarn          | 2   | 1 | 1 | 4:6     | 2:2    |
| 3    | Deutsches Reich | 2   | 0 | 2 | 4:6     | 0:4    |

### Ergebnisse
| 17.–19. Juli 1942 Berlin, TC Blau-Weiss Berlin Deutsches Reich – Ungarn 2:3               | 17.–19. Juli 1942 Berlin, TC Blau-Weiss Berlin Deutsches Reich – Ungarn 2:3 | 17.–19. Juli 1942 Berlin, TC Blau-Weiss Berlin Deutsches Reich – Ungarn 2:3 | 17.–19. Juli 1942 Berlin, TC Blau-Weiss Berlin Deutsches Reich – Ungarn 2:3 |
| ----------------------------------------------------------------------------------------- | --------------------------------------------------------------------------- | --------------------------------------------------------------------------- | --------------------------------------------------------------------------- |
| 17.7.                                                                                     | Gisela Enger                                                                | Alice Florian                                                               | 4:6, 3:6                                                                    |
| 18.7.                                                                                     | Peppi Käppel                                                                | Márta Popp                                                                  | 6:1, 6:3                                                                    |
| 18.7.                                                                                     | Hilde Doleschell Ruth Thiemen                                               | Alice Florian Ilonka Jusits                                                 | 3:6, 7:5, 6:8                                                               |
| 19.7.                                                                                     | Peppi Käppel                                                                | Alice Florian                                                               | 6:3, 5:7, 3:6                                                               |
| 19.7.                                                                                     | Gisela Enger                                                                | Márta Popp                                                                  | 6:8, 6:2, 6:2                                                               |
| 25.–27. Juli 1942 Vicenza Italien – Deutsches Reich 3:2                                   |                                                                             |                                                                             |                                                                             |
| 25.7.                                                                                     | Annelies Bossi                                                              | Peppi Käppel                                                                | 6:2, 6:2                                                                    |
| 25.7.                                                                                     | Ida Quintavalle                                                             | Ruth Thiemen                                                                | 6:3, 6:8, 6:4                                                               |
| 26.7.                                                                                     | Wally San Donnino Vittoria Tonolli                                          | Thilde Dietz Utti Heidtmann                                                 | 0:6, 6:0, 2:6                                                               |
| 27.7.                                                                                     | Ida Quintavalle                                                             | Peppi Käppel                                                                | 0:6, 6:4, 4:6                                                               |
| 27.7.                                                                                     | Annelies Bossi                                                              | Ruth Thiemen                                                                | 6:0, 6:2                                                                    |
| 22.–24. August 1942 Budapest, „Centre Court“ auf der Margareteninsel Ungarn – Italien 1:4 |                                                                             |                                                                             |                                                                             |
| 22.8.                                                                                     | Alice Florian                                                               | Wally San Donnino                                                           | 4:6, 8:6, 6:4                                                               |
| 22.8.                                                                                     | Márta Popp                                                                  | Annelies Bossi                                                              | 2:6, 0:6                                                                    |
| 23.8.                                                                                     | Alice Florian Ilonka Jusits                                                 | Wally San Donnino Vittoria Tonolli                                          | 6:0, 2:6, 5:7                                                               |
| 24.8.                                                                                     | Márta Popp                                                                  | Wally San Donnino                                                           | 3:6, 7:9                                                                    |
| 24.8.                                                                                     | Alice Florian                                                               | Annelies Bossi                                                              | 6:3, 5:7, 4:6                                                               |

## Erfolgreichste Spielerinnen
- /  Alice Florian, 10 Siege in 14 Begegnungen
- Zsuzsa Körmöczy, 9 Siege in 11 Begegnungen
- Peppi Käppel, 8 Siege in 12 Begegnungen

## Quelle
- Zeitgenössische Zeitungsberichte von Nemzeti Sport, Przegląd Sportowy, La Stampa, Politika und weiteren.